# Sasha Heart
Sasha Heart (Fort Thomas, Kentucky; 15 de junio de 1988) es una actriz pornográfica, directora y modelo erótica estadounidense.

## Biografía
Sasha Heart, nombre artístico de Jillian Quist, nació en el estado de Kentucky en junio de 1988, en el seno de una familia con ascendencia irlandesa, galesa y nativoamericana. En el año 2006 fue contactada por un agente a través de su página de Myspace para grabar sus primeras escenas, debutando como actriz poco después de cumplir los 18 años.
Su primera escena de sexo fue con un chico para la web Reality Kings. Posteriormente, ha destacado por realizar únicamente escenas de sexo lésbico para productoras como Evil Angel, Adam & Eve, SexArt, Filfy Films, Kick Ass, Digital Playground, Lethal Hardcore, Digital Sin, Wicked, Penthouse, Girlfriends Films, Sweetheart Video, New Sensations o Elegant Angel, entre otras.
Además de su faceta como actriz pornográfica, Sasha también se ha aventurado a situarse detrás de las cámaras como directora, rodando entre 2013 y 2016 hasta 8 películas, en las cuales también participó.
En 2015 y 2016 fue nominada en los Premios AVN en la categoría de Artista lésbica del año. También recibió sendas nominaciones, en 2016 y 2017, en la categoría de Mejor escena de sexo lésbico en grupo por las películas Seduction Diaries of a Femme y Sex Games.
Ha rodado más de 220 películas.
Alguno de sus trabajos destacados son All Girl Frenzy, Couch Confessions, Devious Distractions, Flying Solo, Girlfriends, Initiations 22, Lesbian Bush Worship, Manhandled 6, Sisterly Love, o Teens For Cash 16.

## Premios y nominaciones
| Año  | Ceremonia   | Resultado | Premio                                | Trabajo                      |
| ---- | ----------- | --------- | ------------------------------------- | ---------------------------- |
| 2015 | Premios AVN | Nominada  | Artista lésbica del año               | —                            |
| 2016 | Premios AVN | Nominada  | Artista lésbica del año               | —                            |
| 2016 | Premios AVN | Nominada  | Mejor escena de sexo lésbico en grupo | Seduction Diaries of a Femme |
| 2017 | Premios AVN | Nominada  | Mejor escena de sexo lésbico en grupo | Sex Games 2                  |
| 2017 | Premios AVN | Nominada  | Mejor escena escandalosa de sexo      | Analmals2                    |